# Albo d'oro del campionato di Lega Pro Seconda Divisione
Questa pagina raccoglie l'elenco delle squadre vincitrici della Lega Pro Seconda Divisione (Serie C2 fino al 2007-2008) e delle altre promosse in Lega Pro Prima Divisione (Serie C1 fino al 2007-2008) dal 1978-79 al 2013-14, stagioni di introduzione e di soppressione della categoria.

## Albo d'oro

### Serie C2 (1978-2008)

#### 1978-1991
| Stagione  | Stagione        | Gironi      | Gironi              | Gironi              | Gironi             |
| Stagione  | Stagione        | Girone A    | Girone B            | Girone C            | Girone D           |
| --------- | --------------- | ----------- | ------------------- | ------------------- | ------------------ |
| 1978-1979 | Vincitrice      | Sanremese   | Pergocrema          | Fano                | Rende              |
| 1978-1979 | 2ª classificata | Montevarchi | Sant'Angelo         | Anconitana          | Siracusa           |
| 1979-1980 | Vincitrice      | Prato       | Modena              | Giulianova          | Cosenza            |
| 1979-1980 | 2ª classificata | Spezia      | Trento              | Francavilla         | Paganese           |
| 1980-1981 | Vincitrice      | Rhodense    | Padova              | Casertana           | Campania           |
| 1980-1981 | 2ª classificata | Alessandria | Civitanovese        | Latina              | Casarano           |
| 1981-1982 | Vincitrice      | Carrarese   | Anconitana          | Siena               | Barletta           |
| 1981-1982 | 2ª classificata | Pro Patria  | Mestre              | Rondinella Marzocco | Cosenza            |
| 1982-1983 | Vincitrice      | Prato       | Legnano             | Francavilla         | Messina            |
| 1982-1983 | 2ª classificata | Foligno     | Fanfulla            | Civitanovese        | Akragas            |
| 1983-1984 | Vincitrice      | Livorno     | Pavia               | Jesi                | Reggina            |
| 1983-1984 | 2ª classificata | Asti        | Piacenza            | Monopoli            | Nocerina           |
| 1984-1985 | Vincitrice      | Siena       | Virescit Boccaleone | Brindisi            | Licata             |
| 1984-1985 | 2ª classificata | Prato       | Trento              | Fano                | Sorrento           |
| 1985-1986 | Vincitrice      | Lucchese    | Centese             | Teramo              | Nocerina           |
| 1985-1986 | 2ª classificata | Spezia      | Mantova             | Martina             | Reggina            |
| 1986-1987 | Vincitrice      | Torres      | Ospitaletto         | Vis Pesaro          | Frosinone          |
| 1986-1987 | 2ª classificata | Derthona    | Pavia               | Francavilla         | Ischia Isolaverde  |
| 1987-1988 | Vincitrice      | Carrarese   | Mantova             | Perugia             | Palermo            |
| 1987-1988 | 2ª classificata | Montevarchi | Venezia             | Casarano            | Giarre             |
| 1988-1989 | Vincitrice      | Casale      | Chievo              | Fidelis Andria      | Campania Puteolana |
| 1988-1989 | 2ª classificata | Alessandria | Carpi               | Ternana             | Siracusa           |
| 1989-1990 | Vincitrice      | Siena       | Varese              | Fano                | Battipagliese      |
| 1989-1990 | 2ª classificata | Pavia       | Pro Sesto           | Baracca Lugo        | Nola               |
| 1990-1991 | Vincitrice      | Alessandria | Palazzolo           | Chieti              | Ischia Isolaverde  |
| 1990-1991 | 2ª classificata | Massese     | SPAL                | Sambenedettese      | Acireale           |

#### 1991-2008
| Stagione  | Stagione                           | Gironi              | Gironi             | Gironi                  |
| Stagione  | Stagione                           | Girone A            | Girone B           | Girone C                |
| --------- | ---------------------------------- | ------------------- | ------------------ | ----------------------- |
| 1991-1992 | Vincitrice                         | Ravenna             | Vis Pesaro         | Potenza                 |
| 1991-1992 | 2ª classificata                    | Leffe               | Carrarese          | Lodigiani               |
| 1992-1993 | Vincitrice                         | Mantova             | Pistoiese          | Juve Stabia             |
| 1992-1993 | 2ª classificata e altre promozioni | Fiorenzuola         | Prato              | Leonzio Matera          |
| 1993-1994 | Vincitrice                         | Crevalcore          | Gualdo             | Trapani                 |
| 1993-1994 | 2ª classificata e altre promozioni | Ospitaletto         | Pontedera          | Sora Turris             |
| 1994-1995 | Vincitrice                         | Brescello           | Montevarchi        | Nocerina                |
| 1994-1995 | Vinc. play-off                     | Saronno             | Castel di Sangro   | Savoia                  |
| 1995-1996 | Vincitrice                         | Novara              | Treviso            | Avezzano                |
| 1995-1996 | Vinc. play-off                     | Alzano Virescit     | Fermana            | Giulianova              |
| 1996-1997 | Vincitrice                         | Lumezzane           | Ternana            | Battipagliese           |
| 1996-1997 | Vinc. play-off                     | Lecco               | Livorno            | Turris                  |
| 1997-1998 | Vincitrice                         | Varese              | SPAL               | Marsala                 |
| 1997-1998 | Vinc. play-off                     | Cittadella          | Arezzo             | Crotone                 |
| 1998-1999 | Vincitrice                         | Pisa                | Viterbese          | Catania                 |
| 1998-1999 | Vinc. play-off                     | AlbinoLeffe         | San Donà           | Benevento               |
| 1999-2000 | Vincitrice                         | Spezia              | Torres             | Messina                 |
| 1999-2000 | Vinc. play-off                     | Alessandria         | Vis Pesaro         | L'Aquila                |
| 2000-2001 | Vincitrice                         | Padova              | Lanciano           | Taranto                 |
| 2000-2001 | Vinc. play-off                     | Triestina           | Chieti             | Sora                    |
| 2001-2002 | Vincitrice                         | Prato               | Teramo             | Martina                 |
| 2001-2002 | Vinc. play-off                     | Pro Patria          | Sambenedettese     | Paternò                 |
| 2002-2003 | Vincitrice                         | Pavia               | Florentia Viola    | Foggia                  |
| 2002-2003 | Vinc. play-off e altre promozioni  | Novara              | Rimini             | Acireale Catanzaro      |
| 2003-2004 | Vincitrice                         | Mantova             | Grosseto           | Frosinone               |
| 2003-2004 | Vinc. play-off e altre promozioni  | Cremonese           | Sangiovannese      | Vittoria Fidelis Andria |
| 2004-2005 | Vincitrice                         | Pro Sesto           | Massese            | Manfredonia             |
| 2004-2005 | Vinc. play-off e altre promozioni  | Pizzighettone Monza | Ravenna San Marino | Gela Juve Stabia        |
| 2005-2006 | Vincitrice                         | Venezia             | Cavese             | Gallipoli               |
| 2005-2006 | Vinc. play-off e altre promozioni  | Ivrea               | Sassuolo Ancona    | Taranto                 |
| 2006-2007 | Vincitrice                         | Legnano             | Foligno            | Sorrento                |
| 2006-2007 | Vinc. play-off                     | Lecco               | Paganese           | Potenza                 |
| 2007-2008 | Vincitrice                         | Pergocrema          | Reggiana           | Benevento               |
| 2007-2008 | Vinc. play-off e altre promozioni  | Lumezzane           | Portogruaro SPAL   | Real Marcianise         |

### Lega Pro Seconda Divisione

#### 2008-2011
| Stagione  | Stagione                          | Gironi                   | Gironi                         | Gironi                            |
| Stagione  | Stagione                          | Girone A                 | Girone B                       | Girone C                          |
| --------- | --------------------------------- | ------------------------ | ------------------------------ | --------------------------------- |
| 2008-2009 | Vincitrice                        | Varese                   | Figline                        | Cosenza                           |
| 2008-2009 | Vinc. play-off e altre promozioni | Como Alessandria         | Giulianova Viareggio           | Pescina VG Andria BAT             |
| 2009-2010 | Vincitrice                        | Südtirol                 | Lucchese                       | Juve Stabia                       |
| 2009-2010 | Vinc. play-off e altre promozioni | Spezia Pavia             | Gubbio Bassano Virtus Nocerina | Cisco Roma Barletta Siracusa Gela |
| 2010-2011 | Vincitrice                        | Tritium                  | Carpi                          | Latina                            |
| 2010-2011 | Vinc. play-off e altre promozioni | FeralpiSalò Pro Vercelli | Carrarese Prato                | Trapani Avellino                  |

#### 2011-2014
| Stagione  | Stagione                          | Gironi                                                                 | Gironi                                                                           | Gironi |
| Stagione  | Stagione                          | Girone A                                                               | Girone B                                                                         |        |
| --------- | --------------------------------- | ---------------------------------------------------------------------- | -------------------------------------------------------------------------------- | ------ |
| 2011-2012 | Vincitrice                        | Treviso                                                                | Perugia                                                                          |        |
| 2011-2012 | 2ª classificata                   | San Marino                                                             | Catanzaro                                                                        |        |
| 2011-2012 | Vinc. play-off e altre promozioni | Cuneo Virtus Entella                                                   | Paganese                                                                         |        |
| 2012-2013 | Vincitrice                        | Pro Patria                                                             | Salernitana                                                                      |        |
| 2012-2013 | 2ª classificata                   | Savona                                                                 | Pontedera                                                                        |        |
| 2012-2013 | Vinc. play-off                    | Venezia                                                                | L'Aquila                                                                         |        |
| 2013-2014 | Vincitrice                        | Bassano Virtus                                                         | Messina                                                                          |        |
| 2013-2014 | Altre promozioni                  | Alessandria Renate Monza Santarcangelo SPAL Mantova Real Vicenza Forlì | Casertana Teramo Cosenza Melfi Foggia Ischia Isolaverde Vigor Lamezia Tuttocuoio |        |

## Dati statistici

### Squadre plurivincitrici
Di seguito si riporta l'elenco delle squadre vincitrici di due o più campionati di Serie C2/Lega Pro Seconda Divisione.
- 3 volte: Mantova, Messina, Prato, Siena, Varese
- 2 volte: Battipagliese, Campania[5], Carrarese, Cosenza, Fano, Frosinone, Juve Stabia, Legnano, Lucchese, Nocerina, Padova, Pavia, Pergocrema, Perugia, Torres, Treviso, Vis Pesaro

### Squadre pluripromosse
Di seguito si riporta l'elenco delle squadre promosse in due o più occasioni nella categoria superiore. Sono escluse dal conteggio le ammissioni per completamento organici.
- 5 volte: Prato[6]
- 4 volte: Alessandria[7], Carrarese, Mantova[8], Pavia[6], Spezia
- 3 volte: Cosenza[6], Fano, Francavilla, Giulianova, Montevarchi, Nocerina[6], Paganese, Pro Patria, Siena, Varese, Venezia, Vis Pesaro
- 2 volte: Acireale, AlbinoLeffe[9], Alzano Virescit[10], Ancona[11][12], Battipagliese, Benevento, Campania[13], Casarano, Chieti, Cisco Roma[14], Civitanovese, Foligno, Frosinone, Ischia Isolaverde[8], Juve Stabia[12], L'Aquila, Latina, Lecco, Legnano, Livorno, Lucchese, Lumezzane, Martina, Massese, Messina[8], Novara, Ospitaletto, Padova, Pergocrema, Perugia, Pontedera, Potenza, Pro Sesto, Ravenna, Reggina, Sambenedettese, Siracusa[6], Sora, Sorrento, SPAL[7], Taranto, Teramo[8], Ternana, Torres, Trapani, Trento, Treviso